# (32014) Bida
(32014) Bida es un asteroide perteneciente al cinturón de asteroides, descubierto el 26 de abril de 2000 por el equipo del Lowell Observatory Near-Earth-Object Search desde la Estación Anderson Mesa (condado de Coconino, cerca de Flagstaff, Arizona, Estados Unidos).

## Designación y nombre
Designado provisionalmente como 2000 HL64. Fue nombrado por Thomas A. Bida (nacido en 1959) quien es un científico en el Observatorio Lowell. Ha desarrollado instrumentos para el Lowell Discovery Telescope y para los telescopios de Lowell en Anderson Mesa. También lleva adelante un programa de investigación sobre la atmósfera de Mercurio.

## Características orbitales
Bida está situado a una distancia media del Sol de 2,213 ua, pudiendo alejarse hasta 2,755 ua y acercarse hasta 1,671 ua. Su excentricidad es 0,245 y la inclinación orbital 6,543 grados. Emplea 1202,74 días en completar una órbita alrededor del Sol.

## Características físicas
La magnitud absoluta de Bida es 14,99. Tiene 3,085 km de diámetro y su albedo se estima en 0,245.